# 東加勒比國家組織

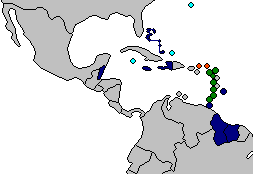
東加勒比國家組織成員或加勒比共同體的成員國
東加勒比國家組織或加勒比共同體的準成員
加勒比共同體的成員國
加勒比共同體的準成員

東加勒比國家組織（英語：Organisation of Eastern Caribbean States；簡稱OECS），創建於1981年，是一個跨政府組織，致力於經濟協調和一體化、保護人權和法律權利，並鼓勵東加勒比各國各自的良好治理和之間的依賴。該組織也安排自然災害的救援活動，例如颱風事件的救援。
東加勒比國家組織，秘書處設在聖露西亞的首都卡斯特里。

## 歷史
東加勒比國家組織創建於1981年6月18日，由主要成員國簽訂的巴士地條約（巴士地為聖克里斯多福及尼維斯首都）。東加勒比國家組織是繼承了西印度群島聯合邦的地位。東加勒比國家組織已加快其成員國經濟體的跨國整合。東加勒比國家組織的9個成員也加入加勒比共同體，部分成員並加入加勒比共同體單一市場和經濟（CSME）。

## 成員
東加勒比國家組織目前有11名成員，分佈在東加勒比海。它們共同形成一個群島。安圭拉、英屬維京群島、馬提尼克和瓜德羅普只有準成員的資格。東加勒比國家組織外交使團不代表準成員，除此之外，準成員被視為等同於正式成員。六名成員為前英國的殖民地，三個為英國海外領土，兩個為法國海外省。其中8個成員以英國女王伊麗莎白二世做為最高元首。此外，英國女王的肖像出現在東加勒比元的硬幣和紙鈔。7個正式成員也都是該組織的創始成員。
東加勒比國家組織的成員：
| 国家 \| 准会员 \| | 首都            | 已加入     | 人口 （2017年） | 面积 (km²) | 国内生产总值（名义）（百万美元） | 人均国民生产总值（百万美元） | 人类发展指数 （2017年最新） | 法定货币   | 官方语言 |
| ----------------- | --------------- | ---------- | --------------- | ---------- | -------------------------------- | ---------------------------- | --------------------------- | ---------- | -------- |
| 安地卡及巴布達    | 圣约翰          | 创始成员国 | 91,244          | 443        | 1,524                            | $16,702                      | ▲0.780                      | 东加勒比元 | 英语     |
| 多米尼克          | 罗索            | 创始成员国 | 70,693          | 751        | 557                              | $7,879                       | ▼0.715                      | 东加勒比元 | 英语     |
| 格瑞那達          | 圣乔治          | 创始成员国 | 107,541         | 344        | 1,119                            | $10,405                      | ▲0.772                      | 东加勒比元 | 英语     |
|                   | 普利茅斯 布莱兹 | 创始成员国 | 4,417           | 102        | 63                               | $12,301                      | ▲0.821                      | 东加勒比元 | 英语     |
| 圣基茨和尼维斯    | 巴斯特尔        | 创始成员国 | 55,411          | 261        | 964                              | $17,397                      | ▲0.778                      | 东加勒比元 | 英语     |
| 圣卢西亚          | 卡斯特里        | 创始成员国 | 175,498         | 617        | 1,684                            | $9,607                       | ▲0.747                      | 东加勒比元 | 英语     |
|                   | 金斯敦          | 创始成员国 | 110,185         | 389        | 785                              | $7,124                       | ▲0.723                      | 东加勒比元 | 英语     |
|                   | 山谷市          | 1995年     | 15,253          | 96         | 337                              | $22,090                      | ▲0.865                      | 东加勒比元 | 英语     |
| 英屬維爾京群島    | 罗德城          | 1984年     | 35,015          | 151        | 1,164                            | $33,233                      | ▲0.945                      | 美元       | 英语     |
|                   | 巴斯特尔        | 2019年     | 393,640         | 1,628      | 10,946                           | $27,808                      | ▲0.850                      | 欧元       | 法语     |
|                   | 法兰西堡        | 2015年     | 374,780         | 1,128      | 10,438                           | $27,851                      | ▲0.863                      | 欧元       | 法语     |
| 准会员            |                 |            |                 |            |                                  |                              |                             |            |          |

雖然目前所有的正式成員都是跟過去或現在的英國屬地，其他島嶼地區已表示有興趣成為東加勒比國家組織的準成員。首先是1990年2月美屬維京群島申請準成員，並要求美國聯邦政府允許境內參與等。當時，有人認為，由美國政府它是不恰當的時間提出這樣的要求。然而，美屬維京群島仍感興趣的是東加勒比國家組織，至2002年，表示將重新討論這個問題與美國政府在稍後的日期。2001年，荷屬安的列斯、薩巴島等島嶼，決定加入東加勒比國家組織成員。薩巴島理事會已通過一項議案，在2001年5月30日薩巴島呼籲行政會議，讓沙巴加入東加勒比國家組織。其後於2001年6月7日，行政會議的決定，贊成薩巴島成員。薩巴島的參議員在荷屬安的列斯議會其後被要求提交一份動議，要求議會支持荷屬安的列斯和薩巴島的入會。除了得到荷屬安的列斯議會支持，薩巴島還需要從政府免除了荷蘭王國，好成為東加勒比國家組織的準成員。薩巴島申辦成員據報獲得支持，聖克里斯多福及尼維斯討論了東加勒比國家組織第34次會議，7月在多米尼加共和國舉行。此外，在2001年，聖馬丁島和荷屬安的列斯，考慮加入的東加勒比國家組織。在學習了薩巴島的意圖加入，聖馬丁島建議薩巴島和它相互支持，好讓他們成為準成員。
尚未成為準成員，但薩巴島、聖尤斯特歇斯島、聖馬丁島先不參加安理會會議的旅遊部長會議 （例如：東加勒比旅遊部長會議，代表有聖馬丁島、聖巴泰勒米島、馬提尼克和瓜德羅普）。

### 千里達和托巴哥與政治聯盟
2008年8月13日，千里達和托巴哥、格瑞那達、聖露西亞和聖文森及格瑞那丁宣布，他們打算進行區域內的政治聯盟共同體。初步討論，四個國家的首腦宣布2011年將看到他們的國家進入一個經濟聯盟。此後，2013年應該是完整的政治聯盟。

### 委內瑞拉申請加入
2008年，東加勒比國家組織首腦收到委內瑞拉的要求加入。
東加勒比國家組織總幹事Len Ishmael確認委內瑞拉的申請並進行了討論，在蒙特塞拉特舉行的東加勒比國家組織管理局第48次會議。但是她說，尚未決定是否給予委內瑞拉會員國的資格。

## 組織

### 秘書處

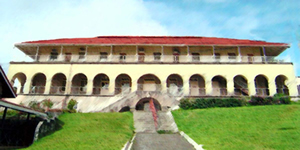
在聖露西亞首都卡斯特裡的東加勒比國家組織秘書處

東加勒比國家組織載於巴士地條約，是由秘書處協調下，領導和管理的總幹事。
東加勒比國家組織在迅速變化的國際經濟環境，特點是全球化和貿易自由化構成嚴重挑戰，經濟和社會穩定的小島嶼發展中國家的成員。
它的目的是組織協助其成員應付這些多方面的挑戰、確定範圍、聯合或協調行動、對經濟和社會進步的國家。
在改組秘書處獲悉成本效益的考慮，需要應對的挑戰越來越重視它，考慮到有限的財政能力。秘書處由四個主要部門負責：對外關係、功能性合作、企業服務和經濟事務。這四個監督工作的專門機構，工作單位或項目設在六個國家： 安地卡及巴布達、多米尼克、聖露西亞、比利時、加拿大和美國。
在履行其使命，東加勒比國家組織工程以及多個區域組織和機構。其中包括東加勒比中央銀行（ECCB）、加勒比共同體秘書處，加勒比區域談判機制和加勒比開發銀行（CDB）。

### 總幹事
當局在東加勒比國家組織秘書處的總幹事。現任總幹事是東加勒比國家組織Len Ishmael博士。

### 東加勒比最高法院
東加勒比最高法院（ECSC），处理東加勒比國家司法事務。當審判階段超過了某个东加勒比成员国的高等法院，它可以被傳遞到东加勒比最高法院。东加勒比最高法院案件如若继续上诉，将提交給英国樞密院的司法委員會。加勒比最高法院（CCJ）成立於2003年，但在憲法修改之前，英国枢密院司法委员会依然是最終上訴法院。

## 東加勒比國家組織的計畫

### 東加勒比國家組織建議統一護照
在2003年1月1日原本計劃東加勒比國家組織推出共同的護照，但它的計劃被推遲。在 2004年1月東加勒比國家組織委員會第38次會議，本來是有兩家公司表示有興趣在生產普通護照（De La Rue Identity Systems公司和 Canadian Banknote公司）上作報告在下屆（第39次）委會會議。第39次會議的關鍵問題是東加勒比國家組織之間的關係和加勒比共同體護照，2004年11月護照進行了討論和東加勒比國家組織委員會第40次會議 ，東加勒比國家組織政府首腦同意給加勒比共同體再6個月的時間（至2005年5月）引入加勒比共同體護照。但未能採取加勒比共同體護照，將導致東加勒比國家組織在了計劃推出東加勒比國家組織護照。由於加勒比共同體護照首次提出是在2005年1月（蘇里南），那麼東加勒比國家組織護照被放棄。假如護照引入，但是它不會發給在東加勒比國家組織的經濟公民。 
這也是未知的計劃，如果也英國參加該計劃（英國護照擁有相同的設計）

### 經濟聯盟
2001年7月，東加勒比國家組織政府首腦在多米尼加舉行第34次會議管理局，決定設立一個經濟聯盟。在2002年1月，安圭拉管理局第35次會議，主要內容是建立經濟聯盟並實施項目通過。該項目預計將推行超過兩年七東加勒比國家組織的9個成員國（安提瓜和巴布達、多米尼克、格瑞那達、蒙特塞拉特、聖露西亞、聖克里斯多福及尼維斯以及聖文森及格瑞那丁）參與經濟聯盟的提議。剩下的兩個成員國，安圭拉和英屬維京群島，不會立即參與，但要求時間考慮。2003年，在中央的工作已經開始：創造新的條約安排、以取代建立了東加勒比國家組織的巴士地條約。其中要素的項目：是建立一個東加勒比國家組織技術委員會經濟聯盟條約的草案。2004年5月4日，技術委員會正式設計該條約草案。
經濟聯盟條約終於提交給東加勒比國家組織。2006年6月21日，在聖克里斯多福及尼維斯舉行第43次會議。條約的草案在會議上被讚揚，但管理局的指示，制訂一些規定。作為各國的議會代表（朝野）的會員國構成一個區域。這個機構，有專家認為，有必要作為過濾管理局在法律和立法的能力。各國首腦們還指示審查會議成員工作隊進行該條約，東加勒比國家組織秘書處總檢察長的撰稿人的條約和代表。在介紹該條約的會議之後，簽署一項宣言的意圖執行該條約的政府首腦或其代表（除了在英屬維京群島）。與會者一致宣言，即執行該條約將發生一年後，才在公眾諮詢，通過大規模的國家和區域教育方案，強有力的政治領導和指導。根據該宣言，2007年7月1日該條約的簽署和經濟聯盟要正式成立。
經濟聯盟條約包括：
- 東加勒比國家組織自由流通的商品和服務貿易
- 自由流動的勞動力（2007年12月提議）
- 資本在各地自由流動（東加勒比中央銀行通過支持貨幣和資本市場的方案）
- 地區的國會議員大會
- 一個共同的關稅。

其中有些條文已經得到一定程度上涉及的單一市場，如國會議員大會，將是獨一無二的東加勒比國家組織。雖然有些條文，似乎重複了單一市場的努力，該宣言的意向書和東加勒比國家組織的聲明一些領導人所承認，單一市場和保證，這東加勒比國家組織經濟聯盟不會違背加勒比共同體的一體化，而且它會成為無縫地集成到單一市場和經濟。為此，東加勒比國家組織政府首腦一致認為，應採取步驟，以確保東加勒比國家組織經濟聯盟條約將根據修訂後的確認查瓜拉馬斯條約，瓜拉馬斯條約是繼巴士地條約。

## 東加勒比中央銀行
大部分東加勒比國家組織成員參加的是東加勒比中央銀行（ECCB）貨幣當局。區域中央銀行監管的金融和銀行健全的組織東加勒比國家的經濟集團的國家。部分銀行的監督借給保持財政健全東加勒比元（XCD）。東加勒比國家組織的所有成員國家中，只有在英屬維京群島不使用東加勒比元作為實際貨幣。
然而所有成員都屬於東加勒比貨幣聯盟。

## 安全系統
東加勒比國家組織的軍事部隊被稱為地區安全體系（RSS），是從獨立的國家來招募士兵。該部門的總部設在巴巴多斯島，但資金和训练受到不同國家的资助，其中包括：美國、加拿大和中華人民共和國。

## 駐外使團
| 國家   | 城市     | 外交機構                     |
| 比利时 | 布魯塞爾 | 駐歐盟代表團兼駐比利時大使館 |
| 瑞士   | 日內瓦   | 駐日內瓦常駐代表團           |

## 東加勒比國家組織的旗幟
這面旗幟組成的一個複雜的圖案設計的淡綠色同心上的領域，集中在一個9個圓圈三角形內心裡，橙色和9個外向型指出白色三角形。以紀念當日在聖克里斯多福及尼維斯制定巴士地條約。

## 外部連結
- Official site （页面存档备份，存于）
- Eastern Caribbean Central Bank (ECCB) （页面存档备份，存于）
- Eastern Caribbean Supreme Court (ECSC)
- Eastern Caribbean Telecommunications Limited (ECTEL)
- Education Reform Unit (OERU) （页面存档备份，存于）
- OECS Export Development Unit (OECS-EDU)
- OECS Cultural Network （页面存档备份，存于）